# Bathytropa tuberculata
Bathytropa tuberculata là một loài chân đều trong họ Bathytropidae. Loài này được Racovitza miêu tả khoa học năm 1908.